# Aborlan
Aborlan is een gemeente in de Filipijnse provincie Palawan op zo'n 70 km van de hoofdstad Puerto Princesa City. Bij de laatste census in 2007 had de gemeente bijna 28 duizend inwoners.

## Geschiedenis
De plaats Aborlan werd gesticht in 1910 en werd een gemeente in 1951

## Geografie

### Bestuurlijke indeling
Aborlan is onderverdeeld in de volgende 19 barangays:
| - Apo-Aporawan - Apoc-apoc - Aporawan - Barake - Cabigaan - Gogognan - Iraan - Isaub - Jose Rizal - Mabini | - Magbabadil - Plaridel - Ramon Magsaysay - Sagpangan - San Juan - Tagpait - Tigman - Poblacion - Culandanum |

## Demografie
Aborlan had bij de census van 2007 een inwoneraantal van 27.953 mensen. Dit zijn 2.413 mensen (9,4%) meer dan bij de vorige census van 2000. De gemiddelde jaarlijkse groei komt daarmee uit op 1,25%, hetgeen lager is dan het landelijk jaarlijks gemiddelde over deze periode (2,04%). Vergeleken met de census van 1995 is het aantal mensen met 6.303 (29,1%) toegenomen.

De bevolkingsdichtheid van Aborlan was ten tijde van de laatste census, met 27.953 inwoners op 807,33 km², 26,8 mensen per km².